# Conseil européen des Ordres des médecins
 (février 2016).
Le Conseil européen des Ordres des médecins (CEOM) regroupe les Ordres des médecins et les autorités médicales de régulation indépendantes des États membres de l’Union européenne et de l’Association européenne de libre-échange (AELE). Le CEOM a pour objet de promouvoir l'exercice d'une médecine de qualité respectueuse des intérêts des patients.

## Origine et création du CEOM
La Conférence internationale des Ordres et des organismes d'attributions similaires (CIO) est créée à Paris en 1971 à l'initiative du professeur Lortat-Jacob, président du Conseil national de l'Ordre des médecins français (CNOM) et des docteurs Brocard et Autin, secrétaires généraux du CNOM. Le CIO devient par la suite la Conférence européenne des Ordres des médecins, rebaptisée Conseil européen des Ordres des médecins en 2008.

## Organisations participantes
Les Ordres des médecins et les autorités médicales de régulation indépendantes responsables d'éthique et de déontologie, d'inscription au tableau ou d'enregistrement, de discipline des médecins, de reconnaissance des diplômes et des niveaux de spécialités, d'autorisations à exercer et d'établissement des normes professionnelles de l'Union européenne et de l'AELE peuvent participer au CEOM.
En 2015, le CEOM compte seize participants : le Conseil national de l'Ordre des médecins de France, le Conseil national de l'Ordre des médecins de Belgique, l'Association médicale grecque, le Consejo General de Colegios de Médicos, la FNOMCeO, l'Österreichische Ärztekammer, le Collège médical du Luxembourg, l'Ordem dos Médicos, le Collège médical de Roumanie, le Bundesärztekammer, la Royal Dutch Medical Association, l'Association médicale chypriote, la Fédération des médecins suisses, le Collège médical irlandais et l'Ordre des médecins de Slovénie. Les langues de travail du CEOM sont le français et l’anglais.

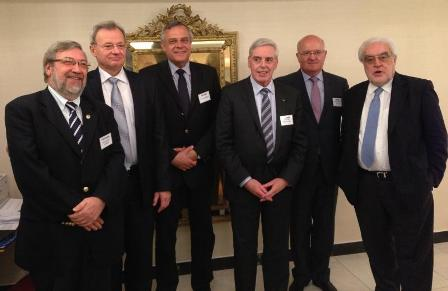
Bureau du CEOM 2011-2014